# Good day sunshine
『good day sunshine』（グッデイ・サンシャイン）は、2002年7月31日に発売されたTUBEの22作目のオリジナル・アルバム。Sony Music Associated Records移籍第一弾。

## 概要
『Soul Surfin' Crew』以来1年ぶりの新作で「湘南My Love」をリメイクバージョンで再収録。
12曲目はボーナス・トラック「君の瞳に恋してる」（編曲が施される）カバー曲を収録。初回盤に「水母 出没注意‼︎ ステッカー」が封入されている。
本作を携え恒例の野外ライブツアー「TUBE LIVE AROUND SPECIAL 2002　Good Day,Sunshine」が、阪神甲子園球場、ナゴヤ球場、横浜スタジアムの3か所で開催された。1992年から毎年恒例だったナゴヤ球場公演は本年で最後になり翌年以降豊田スタジアムで開催された。

## 収録曲
| #         | タイトル                                       | 作詞                  | 作曲                  | 編曲      | 時間  |
| --------- | ---------------------------------------------- | --------------------- | --------------------- | --------- | ----- |
| 1.        | 「I'm in love you, good day sunshine」         | 前田亘輝              | 春畑道哉              | 徳永暁人  | 4:31  |
| 2.        | 「江ノ島ブギウギ」                             | 前田亘輝              | 春畑道哉              | TUBE      | 4:41  |
| 3.        | 「Bloody Soul」                                | 前田亘輝              | 春畑道哉              | TUBE      | 4:40  |
| 4.        | 「all my love」                                | 前田亘輝              | 春畑道哉              | TUBE      | 5:07  |
| 5.        | 「Do I Do」                                    | 前田亘輝              | 春畑道哉              | TUBE      | 4:36  |
| 6.        | 「丘に立つライオン」                           | 前田亘輝              | 春畑道哉              | TUBE      | 5:10  |
| 7.        | 「紙ヒコーキ」                                 | 前田亘輝              | 春畑道哉              | TUBE      | 4:29  |
| 8.        | 「はぐれ雲」                                   | 前田亘輝              | 春畑道哉              | TUBE      | 3:27  |
| 9.        | 「湘南My Love 2002」                           | 前田亘輝              | 春畑道哉              | TUBE      | 4:39  |
| 10.       | 「Squall」                                     | 角野秀行              | 春畑道哉              | TUBE      | 2:38  |
| 11.       | 「風に揺れるTomorrow」                         | 前田亘輝              | 春畑道哉              | TUBE      | 6:18  |
| 12.       | 「Can't take my eyes off of you (NOB SUMMER)」 | Bob Crewe, Bob Gaudio | Bob Crewe, Bob Gaudio | AKI SUGAR | 5:27  |
| 合計時間: | 合計時間:                                      | 合計時間:             | 合計時間:             | 合計時間: | 55:43 |

## タイアップ
I'm in love you, good day sunshine
- 37thシングル。アサヒビール「スーパーサワー」CMソング。

風に揺れるTomorrow
- 38thシングル。ダイハツ「Copen」CMソング

Can't take my eyes off of you (NOB SUMMER)
- ボーナス・トラック。ダイハツ「MAX」CMソング。

## レコーディング参加
- 前田亘輝：ボーカル、コーラス
- 春畑道哉：ギター、コーラス
- 角野秀行：ベース、コーラス
- 松本玲二：ドラムス、コーラス
- 小野塚晃 (DIMENSION)：ハモンドB-3オルガン、ローズ、カホン (#3.4.5.6.10)
- DJ Ta-shi：ターンテーブル (#3.5)
- 高橋泉：チェロ (#4)
- TAMA MUSIC：ストリングス (#6.9.11)
- 池田大介：ストリングスアレンジ (#6.9.11)
- 宇徳敬子：コーラス（#1,2,8）
- 川島だりあ：コーラス (#1)
- 栗林誠一郎：コーラス (#9)
- 濱田美和子：コーラス (#3.5)
- 高島信二：コーラス (#1.2.6.7.11)
- AKI SUGAR：アレンジ (#12)
- PANINARO 30, AMUSEMENT PARKS：コーラス (#12)
- MC Kaz Screamer：オープニングMC (#12)